# علي مصطفى مشرفة
علي مصطفى مشرفة باشا (11 يوليو 1898 – 15 يناير 1950) عالم فيزياء نظرية مصري. من مواليد دمياط. يُلقّب بأينشتاين العرب لأن بحوثه كانت في المجال والموضوعات التي كانت بحوث ألبرت أينشتاين تدور في فلكها. حصل على دكتوراه فلسفة العلوم من جامعة لندن عام 1923، وكان أولَ مصري يحصل على درجة دكتوراه العلوم من إنجلترا من جامعة لندن عام 1924. عُيّن أستاذًا للرياضيات في مدرسة المعلمين العليا ثم للرياضيات التطبيقية في كلية العلوم عام 1926. مُنح لقب أستاذ من جامعة القاهرة وهو دون الثلاثين من عمره. انتُخب في عام 1936 عميدًا لكلية العلوم، ليكون أولَ عميد مصري لها. حصل على لقب الباشاوية من الملك فاروق. تخرَّج به مجموعة من أشهر علماء مصر، ومنهم سميرة موسى.

## حياته

### نشأته وتعلمه

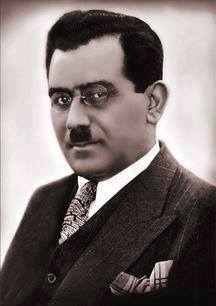
علي مصطفى مشرفة باشا.

ولد علي مصطفى مشرفة في 11 يوليو 1898 في مدينة دمياط، مصر، وكان الابن الأكبر لمصطفى مشرفة أحد وجهاء تلك المدينة وأثريائها، ومن المتمكنين في علوم الدين المتأثرين بأفكار جمال الدين الأفغاني ومحمد عبده العقلانية في فهم الإسلام ومحاربة البدع والخرافات، وكان من المجتهدين في الدين، وله أتباع ومريدون سموه (صاحب المذهب الخامس).

تلقّى دروسه الأولى على يد والدته ثم في مدرسة «أحمد الكتبي»، وكان دائما من الأوائل في الدراسة، ولكن طفولته خلت من كل مباهجها؛ حيث يقول عن ذلك: 
توفي والده في 8 يناير 1910. بعد أن فقد ثروته في مضاربات القطن عام 1907، وخسر أرضه وماله وحتى منزله. وبموت الأب صار الابن علي الذي لم يكن قد تجاوز الثانية عشرة من عمره عميداً لأسرته المكونة من أمه وإخوته نفيسة، ومصطفى، وعطية، وحسن، وانتقلت الأسرة إلى القاهرة مع جدتهم لأمهم، حيث استأجروا شقة في حي محي بك بـعابدين.
بينما التحق علي بـمدرسة العباسية الثانوية بـالإسكندرية التي أمضى فيها سنة في القسم الداخلي المجاني؛ انتقل بعدها إلى المدرسة السعيدية في القاهرة وبالمجان أيضا لتفوّقه الدراسي، فحصل منها على القسم الأول من الشهادة الثانوية (الكفاءة) عام 1912، وعلى القسم الثاني (البكالوريا) عام 1914، وكان ترتيبه الثاني على القطر المصري كله وله من العمر ستة عشر عاما، وهو حدث فريد في عالم التربية والتعليم في مصر يومئذ، وأهّله هذا التفوق (لا سيما في المواد العلمية) للالتحاق بأي مدرسة عليا يختارها مثل الطب أو الهندسة، لكنه فضَّل الانتساب إلى دار المعلمين العليا، حيث تخرج منها بعد ثلاث سنوات بالمرتبة الأولى، فاختارته وزارة المعارف العمومية إلى بعثة علمية إلى بريطانيا على نفقتها.

### تعليمه العالي خارج مصر
بدأت مرحلة جديدة من مسيرته العلمية بانتسابه في خريف 1917 إلى جامعة نوتنجهام الإنجليزية، والتي حصل منها على شهادة البكالوريوس في الرياضيات خلال ثلاث سنوات بدلا من أربع. وأثناء اشتعال ثورة 1919 بقيادة سعد زغلول كتب علي مشرفة إلى صديقه محمود فهمي النقراشي (أحد زعماء الثورة) يخبره فيها برغبته الرجوع إلى مصر للمشاركة في الثورة، وكان جواب النقراشي له: 
وقد لفتت نتيجته نظر أساتذته الذين اقترحوا على وزارة المعارف المصرية أن يتابع مشرفة دراسته للعلوم في جامعة لندن، فاستُجيب لطلبهم، والتحق عام 1920 بالكلية الملكية (كلية كينجز لندن)، وحصل منها عام 1923 على الدكتوراه في فلسفة العلوم بإشراف العالم الفيزيائي الشهير تشارلز توماس ويلسون الحاصل على جائزة نوبل في الفيزياء عام 1927. ثم حصل على مشرفة عام 1924 على دكتوراه العلوم من جامعة لندن، وهي أعلى درجة علمية في العالم لم يتمكّن من الحصول عليها سوى 11 عالما في ذلك الوقت.

### وظيفة أكاديمية

عاد إلى مصر بأمر من وزارة المعارف، وعُيّن مدرسا للرياضيات في كلية المعلمين العليا، ثم عندما حصل على الدكتوراه في العلوم من إنجلترا؛ كان أول مصري يحصل عليها، وحين تم افتتاح جامعة القاهرة عام 1925 عمل بها كأستاذ مشارك في الرياضيات التطبيقية في كلية العلوم لأنه كان تحت سن الـ30، وهو الحد الأدنى للسن المطلوب لتحقيق وظيفة أستاذ، ثم مُنح درجة «أستاذ» عام 1926 رغم اعتراض قانون الجامعة على منحه اللقب بدون سن الثلاثين.

## أعماله العلمية

### أبحاثه
بدأت أبحاثه تأخذ مكانها في الدوريات العلمية وكان لم يتجاوز 25 عاما، حيث تم نشر أول بحثين له في عام 1922، وهما البحثان اللذان نال عليهما درجة الدكتوراه في فلسفة العلوم. وفي عام 1923 و قد قام مشرفة بعمل 7 أبحاث حول تطبيق فروض وقواعد ميكانيكا الكم على تأثير زيمان، وتأثير شتارك، ومن خلال تلك الأبحاث حصل على درجة دكتوراه العلوم، وفي عام 1932 نشر بحثا بعنوان «هل يمكن اعتبار الإشعاع والمادة صورتين لحالة كونية واحدة» وهو ما أثبته في بحثه.

### مؤلفاته
كان الدكتور مشرفة من المؤمنين بأهمية دور العلم في تقدم الأمم، وذلك بانتشاره بين جميع طوائف الشعب؛ حتى وإن لم يتخصصوا به، لذلك كان اهتمامه منصبّا على وضع كتب تلخص وتشرح مبادئ تلك العلوم المعقدة للمواطن العادي البسيط، كي يتمكّن من فهمها والتحاور فيها مثل أي من المواضيع الأخرى، وكان يذكر ذلك باستمرار في مقدمات كتبه، والتي كانت تشرح الألغاز العلمية المعقدة ببساطة ووضوح حتى يفهمها جميع الناس حتى من غير المتخصصين. وكان من أهم كتبه الآتي:
- الميكانيكا العلمية والنظرية.
- الهندسة الوصفية (1937).
- مطالعات علمية (1943).
- النظرية النسبية الخاصة (1943).
- الهندسة المستوية والفراغية (1944).
- حساب المثلثات المستوية (1944).
- الذرة والقنابل الذرية (1945).
- نحن والعلم (1945).
- العلم والحياة (1946).
- الهندسة وحساب المثلثات (1947).

### تلاميذه
كان من تلاميذه: فهمي إبراهيم ميخائيل، ومحمد مرسي أحمد، وعطية عاشور، وعفاف صبري، وسميرة موسى، ومحمود الشربيني.

### الأوراق العلمية
1. عن ظهور المكونات غير المتناظرة في تأثير شتارك (المجلة الفلسفية، العدد 43، صـ943) – عام 1922.
2. عن تأثير شتارك على المجالات الكهربية القوية (المجلة الفلسفية، العدد 44، صـ371) – عام 1922.
3. عن نظرية الكوانتم لتأثير زيمان المعقد (المجلة الفلسفية، العدد 46، صـ177) – عام 1923.
4. عن التقريب الثاني لنظرية الكوانتم لتأثير زيمان البسيط (المجلة الفلسفية، العدد 46، صـ514) – عام 1923.
5. تأثير شتارك على المجالات القوية (المجلة الفلسفية، العدد 46، صـ751) – عام 1923.
6. عن نظرية الكوانتم لتأثير زيمان البسيط (مجلة وقائع الجمعية الملكية، العدد 102، صـ529) – عام 1930.
7. عن الديناميكا الكمية للأنظمة التالفة (مجلة وقائع الجمعية الملكية، العدد 107، صفحة 237) – عام 1925.
8. الشرح الكمي لثلاثية زيمان (نيتشر، العدد 199، صـ96، رقم 2907، 18 يوليو) – عام 1925.
9. حركة إلكترون لورنتز كظاهرة موجية (نيتشر، العدد 124، صـ726، رقم 3132، 9 نوفمبر) – عام 1929.
10. الموجات المادية والإشعاعية (مجلة وقائع الجمعية الملكية، العدد 131، صـ335) – عام 1931.
11. هل يمكن للمادة والإشعاع أن يكونا جانبين من نفس العالم أو الحالة؟ (زيوريخ، سويسرا) عام 1932.
12. بعض الرؤى عن العلاقة بين المادة والإشعاع.
13. أنماط الموسيقى في مصر الحديثة (نيتشر، رقم 135، صفحة 54-549) – عام 1937.
14. الأسطح الموجية المرتبطة بخطوط العالم (وقائع الجمعية الفيزيائية الرياضية بمصر، العدد 2، رقم 2) – عام 1943.
15. معادلات ماكسويل وسرعات متغيرة للضوء (وقائع الجمعية الفيزيائية الرياضية بمصر، العدد 1، رقم 1) – عام 1937.
16. عن مقياس موجب محدد في النظرية الخاصة للنسبية (وقائع الجمعية الفيزيائية الرياضية بمصر، العدد 2، رقم 4) – عام 1944.
17. الأكاديمية المصرية للعلوم (نيتشر، العدد 157، صفحة 573، رقم 3992، مايو) – عام 1946.
18. التحولات المخروطية (وقائع الجمعية الفيزيائية الرياضية بمصر، العدد 2، رقم 3) – عام 1944
19. مبدأ عدم التحديد وبنية خطوط العالم (وقائع الجمعية الفيزيائية الرياضية بمصر، العدد 2، رقم 1) – عام 1944.
20. منحنيات النقص الكتلي في القوى النووية (نيتشر، العدد 164، 15 أكتوبر) – عام 1949.

### الإنجازات العلمية
في فترة العشرينيات والثلاثينيات من القرن الماضي درس مشرفة معادلات ماكسويل والنسبية الخاصة، وكان له مراسلات مع ألبرت أينشتاين. نشر مشرفة 25 ورقة علمية أصلية في مجلات علمية مرموقة، وكانت موضوعات تلك الأوراق تدور حول نظرية النسبية والعلاقة بين الإشعاع والمادة. كما نشر مشرفة 12 كتابا علميا حول النسبية والرياضيات. تُرجمت كتبه عن نظرية النسبية إلى اللغة الإنجليزية والفرنسية والألمانية والبولندية. كما ترجم مشرفة 10 كتب عن علم الفلك والرياضيات إلى اللغة العربية. كان مشرفة مهتما بتاريخ العلوم، وخاصة دراسة مساهمات علماء العرب في القرون الوسطى. ومع تلميذه محمد مرسي أحمد نشر كتاب الخوارزمي «كتاب المختصر في حساب الجبر والمقابلة». كما كان مهتما أيضا بالعلاقة بين الموسيقى والرياضيات، وساعد في إنشاء الجمعية المصرية لمحبّي الموسيقى في عام 1945.

## الرؤى الاجتماعية والسياسية
كان مشرفة من الأوائل الذين ينادون بالإصلاح الاجتماعي والتطوير بناء على البحث العلمي. كان شغوفا بنشر الوعي العلمي على العامة، وكتب العديد من المقالات والكتب حول العلوم بشكل بسيط. كما شجع أيضا حركات الترجمة للغة العربية. ساهم مشرفة في كتابة موسوعة علمية عربية، وكتب في التراث العلمي العربي أيضا. كان مشرفة ضد استخدام الطاقة الذرية في الحروب، وحذر من استغلال العلم واستخدامه كوسيلة للتدمير.

## وفاته
توفي في 15 يناير 1950 إثر أزمة قلبية، وهناك شك في كيفية وفاته؛ فيعتقد أنه مات مسموما أو أن أحد مندوبي الملك فاروق كان خلف وفاته، ويعتقد أيضا أنها إحدى عمليات جهاز الموساد الإسرائيلي. ولكن كتاب دكتور علي مصطفي مشرفة: ثروة خسرها العالم من تأليف شقيقه الدكتور عطية مشرفة ينفي تماما هذه الأقاويل ويؤكد أنه مات على فراشه.

## تكريمه
كتكريم له أنشأت حكومة المملكة المتحدة منحة تعليمية لدراسة الدكتوراه تحت اسم منحة نيوتن-مشرفة للدكتوراه في المملكة المتحدة.

## للاستزادة
- مشرفة: سيرة حياة، العالم المصري الكبير الدكتور علي مصطفي مشرفة (1898 ـ 1950)، وإنجازاته العلمية ومدرسته الرائدة وأفكاره الاجتماعية وقدراته البيانية والموسيقية. محمد الجوادي، دار الشروق، تدمك: 978-977-09-2884-6.

## وصلات خارجية
- علي مصطفى مشرفة على موقع أرشيف الشارخ.